# Bloomberg L.P.
Bloomberg L.P. (Limited Partnership) es una compañía estadounidense de asesoría financiera, software, data y media bursátil. Tiene una tercera parte del mercado, similar a Thomson Reuters.
Bloomberg L.P. fue fundada en 1981 por Michael Bloomberg (antiguo alcalde de Nueva York y precandidato presidencial), con la ayuda de Thomas Secunda y de otros socios y antiguos compañeros de trabajo suyos en Salomon Brothers, con un 20 por ciento de inversión de Merrill Lynch.[cita requerida]
La compañía proporciona herramientas de software financiero, tales como análisis y plataformas de comercio de capital, servicio de datos y noticias para las empresas financieras y organizaciones en todo el mundo a través de la Terminal Bloomberg, su producto base de ganancias. Bloomberg LP ha crecido para incluir un servicio mundial de noticias que incluye televisión, radio, internet y publicaciones impresas.
Su sede actual se encuentra en la Bloomberg Tower, en 731 Lexington Avenue, en Midtown Manhattan, Nueva York. Michael Bloomberg posee el 92 por ciento del grupo. El negocio principal de Bloomberg es el arrendamiento de terminales a los suscriptores. Entre sus competidores se encuentran: SNL Financial, Thomson Reuters, Capital IQ, Dow Jones Newswires, FactSet Research Systems y empresas más pequeñas, como New York Financial Press.[cita requerida]
En julio del 2008, Merrill Lynch acordó vender su participación del 20 por ciento en la empresa de vuelta a Bloomberg, por una cantidad reportada de 4.430 millones de dólares, lo que valora a la empresa en aproximadamente 22.500 millones.
En agosto de 2021 creó Bloomberg Línea, con noticias para Argentina, México, Colombia y otros varios países en Latinoamérica. También tiene la versión de Bloomberg Línea Brasil y otros 18 países.